# Haukur Heiðar Hauksson
Haukur Heiðar Hauksson (Akureyri, 1991. szeptember 1. –) izlandi válogatott labdarúgó, az AIK játékosa. 
Az izlandi válogatott tagjaként részt vett a 2016-os Európa-bajnokságon. 